# معجم ابن المقرئ
كتاب من كتب السنة النبوية.

## الكاتب
أبو بكر محمد بن إبراهيم بن علي بن عاصم بن زاذان الأصبهاني الخازن المشهور بابن المقرئ (المتوفى: 381 هـ)

## تعريف المعجم
يعرف المعجم عند علماء الحديث بأنه الكتاب الذي يترجم فيه مؤلفه لشيوخه مرتبين على حروف المعجم، ويذكر لكل شيخ رواية أو أكثر، حتى يعرف به، وقد يطلقون المعجم على الكتاب الذي يخصه أحد المحدثين لشيوخ بعض الحفاظ، وبعض المعاجم تقتصر على ذكر شيوخ بلد معين، وبعضها على ذكر تاريخ وفاة الشيخ، وبعضها يقتصر على مجرد سرد أسماء الشيوخ.

## غرض الكتاب
أوضح المؤلف في خطبة الكتاب الغرض من تأليف الكتاب وموضوعه؛ فبيَّن أنه جمع فيه أسماء المحدثين الذين سمع منهم بالحجاز ومكة والمدينة ومصر والشام والعراق وغير ذلك، وأنه رتبهم على حروف الهجاء، وأنه بدأ بمن اسمه محمد إجلالًا للنبي .

## محتويات الكتاب
لم يقتصر المؤلف على سرد الأحاديث فحسب، بل ذكر معها الكثير من الفوائد، منها ما يتعلق بالأنساب، ومنها ما يتعلق بالجرح والتعديل وتاريخ الوفيات، وغير ذلك. 